# Apiocera swani
Apiocera swani är en tvåvingeart som beskrevs av Paramonov 1953. Apiocera swani ingår i släktet Apiocera och familjen Apioceridae. Inga underarter finns listade i Catalogue of Life.